# Septième district congressionnel du Massachusetts
Le 7e district congressionnel du Massachusetts est un district situé dans l'État américain du Massachusetts, comprenant environ les trois quarts de la ville de Boston et quelques-unes de ses banlieues nord et sud. Le siège est actuellement occupé par la Démocrate Ayanna Pressley.
En raison du redécoupage après le recensement de 2010, les frontières du district ont été modifiées, la majeure partie de l'ancien 7e district étant redécoupée vers le nouveau 5e district  et la majeure partie de l'ancien 8e district comprenant le nouveau 7e district. Avec un CPVI de D+35, le 7e est le district le plus démocrate du Massachusetts, et l'un des districts les plus démocrates des États-Unis.
Selon le Boston Globe et les dernières données du recensement, environ 33 % de la population du district sont nés en dehors des États-Unis, avec environ 34 % de la population blanche, 26 % afro-américaine et 21 % latino.
En 2019, Ayanna Presley est devenue la première femme et personne de couleur à représenter le district ainsi que le Commonwealth du Massachusetts au Congrès.

## Géographie

### Comté de Middlesex(3)
Cambridge (en partie; également dans le 5e), Everett, Somerville

### Comté de Norfolk(2)
Milton (en partie; également dans le 8e), Randolph

### Comté de Suffolk(2)
Boston (en partie; également dans le 8e), Chelsea

## Villes et villages dans le district avant 2013

### Années 1840
1849 : la totalité du Comté de Berkshire, Ashfield, Buckland, Charlemont, Coleraine, Conway, Hawley, Heath, Leyden, Monroe, Rowe, et Shelburne, dans le Comté de Franklin ; Chesterfield, Cummington, Goshen, Middlefield, Norwich, Plainfield, Southampton, Westhampton, Williamsburg et Worthington, dans le Comté d'Hampshire ; Blandford, Chester, Granville, Montgomery, Russell et Tolland, dans le Comté de Hampden.

### Années 1850 à 1880
Une loi passée par la Législature le 22 avril 1852, divise le 7e district comme cela : « Les villages d'Andover, Boxford, Bradford, Danvers, Haverhill, Lawrence, Lynnfield, Methuen, Middleton, Saugus et Topsfield sont dans le Comté d'Essex, et la ville de Charlestown ainsi que les villages de Burlington, Lexington, Malden, Medford, Melrose, Reading, Somerville, South Reading, Stoneham, Waltham et Woburn sont dans le Comté de Middlesex. »

### Années 1890
1893 : Comté d'Essex : villages de Lynn, Nahant et Saugus. Comté de Middlesex : villages d'Everett, Malden, Melrose, Stoneham et Wakefield. Comté de Suffolk : 4e et 5e districts de la ville de Boston et les villages de Chelsea et Revere.

### Années 1910
1916 : Dans le Comté d'Essex County : Boxford, Lawrence, Lynn, Lynnfield, Middleton, Nahant, North Andover, Peabody, Saugus. Dans le Comté de Middlesex : North Reading,.

### Années 1940
1941 : Dans le Comté d'Essex County : Lawrence, Lynn (en partie), Middleton, Nahant, North Andover, Peabody. Dans le Comté de Suffolk : Chelsea, Revere et Winthrop.

### 2003 à 2013
Dans le Comté de Middlesex :
- Arlington
- Belmont
- Everett
- Framingham
- Lexington
- Lincoln
- Malden
- Medford
- Melrose
- Natick
- Stoneham
- Waltham
- Watertown
- Wayland: Precinct 2
- Weston
- Winchester
- Woburn

Dans le Comté de Suffolk :
- Revere
- Winthrop

## Historique de vote
| Année | Poste     | Résultats               |
| ----- | --------- | ----------------------- |
| 2000  | Président | Gore 64,0 % - 29,0 %    |
| 2004  | Président | Kerry 66,0 % - 33,0 %   |
| 2008  | Président | Obama 65,0 % - 33,0 %   |
| 2012  | Président | Obama 82,5 % - 15,6 %   |
| 2016  | Président | Clinton 84,1 % - 11,9 % |
| 2020  | Président | Biden 85,0 % - 13,0 %   |

## Liste des Représentants du district
| Membre                          | Parti                 | Années                              | Congrès     | Histoire électorale | Zone géographique                               |
| ------------------------------- | --------------------- | ----------------------------------- | ----------- | --- | ----------------------------------------------- |
| District établit le 4 mars 1789 |                       |                                     |             | |                                                 |
| George Leonard (en)             | Pro Administration    | 4 mars 1789 - 3 mars 1791           | 1er         | Élu en 1788. Redécoupage vers le 6e district. | 1789–1793 Comtés de Bristol, Dukes et Nantucket |
| Artemas Ward                    | Pro Administration    | 4 mars 1791 - 3 mars 1793           | 2e          | Élu en 1790. Redécoupage vers le 2e district. | 1789–1793 Comtés de Bristol, Dukes et Nantucket |
| District inactif                | District inactif      | 4 mars 1793 - 3 mars 1795           | 3e          | |                                                 |
| George Leonard (en)             | Fédéraliste           | 4 mars 1795 - 3 mars 1797           | 4e          | Élu en 1795 sur un quatrième bulletin. Retrait. | 1795–1803 "3e District Sud"                     |
| Stephen Bullock (en)            | Fédéraliste           | 4 mars 1797 - 3 mars 1799           | 5e          | Élu en 1797 sur un troisième bulletin. perd sa réélection. | 1795–1803 "3e District Sud"                     |
| Phanuel Bishop (en)             | Républicain-Démocrate | 4 mars 1799 - 3 mars 1803           | 6 , 7e      | Élu en 1799 sur un quatrième bulletin. Réélu en 1800. Redécoupage vers le 9e district. | 1795–1803 "3e District Sud"                     |
| Nahum Mitchell (en)             | Fédéraliste           | 4 mars 1803 - 3 mars 1805           | 8e          | Élu en 1802. perd sa réélection. | 1803–1815 "District de Plymouth"                |
| Joseph Barker (en)              | Républicain-Démocrate | 4 mars 1805 - 3 mars 1809           | 9e , 10e    | Élu en 1804. Réélu en 1806. Retrait. | 1803–1815 "District de Plymouth"                |
| William Baylies (en)            | Fédéraliste           | 4 mars 1809 - 28 juin 1809          | 11e         | Élu en 1808. perd la contestation de son élection. | 1803–1815 "District de Plymouth"                |
| Charles Turner Jr. (en)         | Républicain-Démocrate | 28 juin 1809 - 3 mars 1813          | 11e , 12e   | Remporte la contestation de son élection. Réélu en 1810. perd sa réélection. | 1803–1815 "District de Plymouth"                |
| William Baylies (en)            | Fédéraliste           | 4 mars 1813 - 3 mars 1815           | 13e         | Élu en 1812. Redécoupage vers le 8e district. | 1803–1815 "District de Plymouth"                |
| John W. Hulbert (en)            | Fédéraliste           | 4 mars 1815 - 3 mars 1817           | 14e         | Redécoupage depuis le 12e district et réélu en 1814. Retrait. | 1815–1823 "District de Berkshire"               |
| Henry Shaw (en)                 | Républicain-Démocrate | 4 mars 1817 - 3 mars 1821           | 15e , 16e   | Élu en 1816. Réélu en 1819 sur un second bulletin. Retrait. | 1815–1823 "District de Berkshire"               |
| Henry W. Dwight                 | Fédéraliste           | 4 mars 1821 - 3 mars 1823           | 17e         | Élu en 1820. Redécoupage vers le 9e district. | 1815–1823 "District de Berkshire"               |
| Samuel C. Allen (en)            | Fédéraliste           | 4 mars 1823 - 3 mars 1825           | 18e - 20e   | Redécoupage depuis le 6e district. Réélu en 1825. Réélu en 1826. | 1823–1833 "District de Franklin"                |
| Samuel C. Allen (en)            | Anti-Jacksonien       | 4 mars 1825 - 3 mars 1829           | 18e - 20e   | Redécoupage depuis le 6e district. Réélu en 1825. Réélu en 1826. | 1823–1833 "District de Franklin"                |
| George Grennell Jr. (en)        | Anti-Jacksonien       | 4 mars 1829 - 3 mars 1833           | 21e , 22e   | Élu en 1828. Réélu en 1830. Redécoupage vers le 6e district. | 1823–1833 "District de Franklin"                |
| George N. Briggs                | Anti-Jacksonien       | 4 mars 1833 - 3 mars 1837           | 23e - 27e   | Redécoupage depuis le 9e district et réélu en 1833. Réélu en 1834. Réélu en 1836. Réélu en 1838. Réélu en 1840. Retrait. | 1833–1843                                       |
| George N. Briggs                | Whig                  | 4 mars 1837 - 3 mars 1843           | 23e - 27e   | Redécoupage depuis le 9e district et réélu en 1833. Réélu en 1834. Réélu en 1836. Réélu en 1838. Réélu en 1840. Retrait. | 1833–1843                                       |
| Julius Rockwell (en)            | Whig                  | 4 mars 1843 - 3 mars 1851           | 28e - 31e   | Élu sur un sixième bulletin en 1844. Réélu en 1846. Réélu en 1848. | 1843–1853                                       |
| John Z. Goodrich (en)           | Whig                  | 4 mars 1851 - 3 mars 1853           | 32e         | Élu en 1851. Redécoupage vers le 11e district. | 1843–1853                                       |
| Nathaniel P. Banks              | Démocrate             | 4 mars 1853 - 3 mars 1855           | 33e - 35e   | Élu en 1852. Réélu en 1854. Réélu en 1856. Démissionne pour devenir Gouverneur du Massachusetts. | 1853–1863                                       |
| Nathaniel P. Banks              | Know Nothing          | 4 mars 1855 - 3 mars 1857           | 33e - 35e   | Élu en 1852. Réélu en 1854. Réélu en 1856. Démissionne pour devenir Gouverneur du Massachusetts. | 1853–1863                                       |
| Nathaniel P. Banks              | Républicain           | 4 mars 1857 - 24 décembre 1857      | 33e - 35e   | Élu en 1852. Réélu en 1854. Réélu en 1856. Démissionne pour devenir Gouverneur du Massachusetts. | 1853–1863                                       |
| Vacant                          | Vacant                | 24 décembre 1857 - 31 janvier 1858  | 35e         | | 1853–1863                                       |
| Daniel W. Gooch (en)            | Républicain           | 31 janvier 1858 - 3 mars 1863       | 35e - 37e   | Élu pour terminer le mandat de Banks. Réélu en 1858. Réélu en 1860. Redécoupage vers le 6e district. | 1853–1863                                       |
| George S. Boutwell              | Républicain           | 4 mars 1863 - 12 mars 1869          | 38e - 41e   | Élu en 1862. Réélu en 1864. Réélu en 1866. Réélu en 1868. Démissionne pour devenir Secrétaire des États-Unis au Trésor. | 1863–1873                                       |
| Vacant                          | Vacant                | 12 mars 1869 - 2 novembre 1869      | 41e         | | 1863–1873                                       |
| George M. Brooks (en)           | Républicain           | 2 novembre 1869 - 13 mai 1872       | 41e , 42e   | Élu pour terminer le mandat de Boutwell. Réélu en 1870. Démissionne. | 1863–1873                                       |
| Vacant                          | Vacant                | 13 mai 1872 - 2 décembre 1872       | 42          | | 1863–1873                                       |
| Constantine C. Esty (en)        | Républicain           | 2 décembre 1872 - 3 mars 1873       | 42          | Élu pour terminer le mandat de Brooks. | 1863–1873                                       |
| Ebenezer R. Hoar                | Républicain           | 4 mars 1873 - 3 mars 1875           | 43e         | Élu en 1872. | 1873–1883                                       |
| John K. Tarbox (en)             | Démocrate             | 4 mars 1875 - 3 mars 1877           | 44e         | Élu en 1874. | 1873–1883                                       |
| Benjamin F. Butler (en)         | Républicain           | 4 mars 1877 - 3 mars 1879           | 45e         | Élu en 1876. | 1873–1883                                       |
| William A. Russell (en)         | Républicain           | 4 mars 1879 - 3 mars 1883           | 46e , 47e   | Élu en 1878. Réélu en 1880. Redécoupage vers le 8e district. | 1873–1883                                       |
| Eben F. Stone (en)              | Républicain           | 4 mars 1883 - 3 mars 1887           | 48e , 49e   | Redécoupage depuis le 6e district et réélu en 1882. Réélu en 1884. | 1883–1893                                       |
| William Cogswell (en)           | Républicain           | 4 mars 1887 - 3 mars 1893           | 50e - 52e   | Élu en 1886. Réélu en 1888. Réélu en 1890. Redécoupage vers le 6e district. | 1883–1893                                       |
| Vacant                          | Vacant                | 4 mars 1893 - 25 avril 1893         | 53e         | Le Membre Henry Cabot Lodge a été redécoupage depuis le 6e district et réélu en 1892, mais a démissionner pour devenir Sénateur des États-Unis. | 1893–1903                                       |
| William Everett (en)            | Démocrate             | 25 avril 1893 - 3 mars 1895         | 53e         | Élu pour terminer le mandat de Cabot Lodge. | 1893–1903                                       |
| William Emerson Barrett (en)    | Républicain           | 4 mars 1895 - 3 mars 1899           | 54e , 55e   | Élu en 1894. Réélu en 1896. | 1893–1903                                       |
| Ernest W. Roberts (en)          | Républicain           | 4 mars 1899 - 3 mars 1913           | 56e - 62e   | Élu en 1898. Réélu en 1900. Réélu en 1902. Réélu en 1904. Réélu en 1906. Réélu en 1908. Réélu en 1910. Redécoupage vers le 9e district. | 1893–1903                                       |
| Ernest W. Roberts (en)          | Républicain           | 4 mars 1899 - 3 mars 1913           | 56e - 62e   | Élu en 1898. Réélu en 1900. Réélu en 1902. Réélu en 1904. Réélu en 1906. Réélu en 1908. Réélu en 1910. Redécoupage vers le 9e district. | 1903–1913                                       |
| Michael Francis Phelan (en)     | Démocrate             | 4 mars 1913 - 3 mars 1921           | 63e - 66e   | Élu en 1912. Réélu en 1914. Réélu en 1916. Réélu en 1918. perd sa réélection. | 1913–1923                                       |
| Robert S. Maloney (en)          | Républicain           | 4 mars 1921 - 3 mars 1923           | 67e         | Élu en 1920. perd sa réélection. | 1913–1923                                       |
| William P. Connery Jr. (en)     | Démocrate             | 4 mars 1923 - 15 juin 1937          | 68e - 75e   | Élu en 1922. Réélu en 1924. Réélu en 1926. Réélu en 1928. Réélu en 1930. Réélu en 1932. Réélu en 1934. Décès. | 1923–1933                                       |
| 1933–1943                       |                       |                                     | 68e - 75e   | Élu en 1922. Réélu en 1924. Réélu en 1926. Réélu en 1928. Réélu en 1930. Réélu en 1932. Réélu en 1934. Décès. |                                                 |
| Vacant                          | Vacant                | 16 juin 1937 - 27 septembre 1937    | 75e         | |                                                 |
| Lawrence J. Connery (en)        | Démocrate             | 28 septembre 1937 - 19 octobre 1941 | 75e - 77e   | Élu pour terminer le mandat de son frère. Réélu en 1938. Réélu en 1940. Décès. |                                                 |
| Vacant                          | Vacant                | 20 octobre 1941 - 29 décembre 1941  | 77e         | |                                                 |
| Thomas J. Lane (en)             | Démocrate             | 30 décembre 1941 - 3 janvier 1963   | 77e - 87e   | Élu pour terminer le mandat de Connery. Réélu en 1942. Réélu en 1944. Réélu en 1946. Réélu en 1948. Réélu en 1950. Réélu en 1952. Réélu en 1954. Réélu en 1956. Réélu en 1958. Réélu en 1960. Redécoupage vers le 5e district et perd sa réélection. |                                                 |
| 1943–1953                       |                       |                                     | 77e - 87e   | Élu pour terminer le mandat de Connery. Réélu en 1942. Réélu en 1944. Réélu en 1946. Réélu en 1948. Réélu en 1950. Réélu en 1952. Réélu en 1954. Réélu en 1956. Réélu en 1958. Réélu en 1960. Redécoupage vers le 5e district et perd sa réélection. |                                                 |
| 1953–1963                       |                       |                                     | 77e - 87e   | Élu pour terminer le mandat de Connery. Réélu en 1942. Réélu en 1944. Réélu en 1946. Réélu en 1948. Réélu en 1950. Réélu en 1952. Réélu en 1954. Réélu en 1956. Réélu en 1958. Réélu en 1960. Redécoupage vers le 5e district et perd sa réélection. |                                                 |
| Torbert H. Macdonald (en)       | Démocrate             | 3 janvier 1963 - 21 mai 1976        | 88e - 94e   | Redécoupage depuis le 8e district. Réélu en 1964. Réélu en 1966. Réélu en 1968. Réélu en 1970. Réélu en 1972. Réélu en 1974. Décès. | 1963–1973                                       |
| 1973–1983                       |                       |                                     | 88e - 94e   | Redécoupage depuis le 8e district. Réélu en 1964. Réélu en 1966. Réélu en 1968. Réélu en 1970. Réélu en 1972. Réélu en 1974. Décès. |                                                 |
| Vacant                          | Vacant                | 22 mai 1976 - 1er novembre 1976     | 94e         | |                                                 |
| Ed Markey                       | Démocrate             | 2 novembre 1976 - 3 janvier 2013    | 94e - 112e  | Élu pour terminer le mandat de Macdonald. Réélu en 1976. Réélu en 1978. Réélu en 1980. Réélu en 1982. Réélu en 1984. Réélu en 1986. Réélu en 1988. Réélu en 1990. Réélu en 1992. Réélu en 1994. Réélu en 1996. Réélu en 1998. Réélu en 2000. Réélu en 2002. Réélu en 2004. Réélu en 2006. Réélu en 2008. Réélu en 2010. Redécoupage vers le 5e district. |                                                 |
| 1983–1993                       |                       |                                     | 94e - 112e  | Élu pour terminer le mandat de Macdonald. Réélu en 1976. Réélu en 1978. Réélu en 1980. Réélu en 1982. Réélu en 1984. Réélu en 1986. Réélu en 1988. Réélu en 1990. Réélu en 1992. Réélu en 1994. Réélu en 1996. Réélu en 1998. Réélu en 2000. Réélu en 2002. Réélu en 2004. Réélu en 2006. Réélu en 2008. Réélu en 2010. Redécoupage vers le 5e district. |                                                 |
| 1993–2003                       |                       |                                     | 94e - 112e  | Élu pour terminer le mandat de Macdonald. Réélu en 1976. Réélu en 1978. Réélu en 1980. Réélu en 1982. Réélu en 1984. Réélu en 1986. Réélu en 1988. Réélu en 1990. Réélu en 1992. Réélu en 1994. Réélu en 1996. Réélu en 1998. Réélu en 2000. Réélu en 2002. Réélu en 2004. Réélu en 2006. Réélu en 2008. Réélu en 2010. Redécoupage vers le 5e district. |                                                 |
| 2003–2013                       |                       |                                     | 94e - 112e  | Élu pour terminer le mandat de Macdonald. Réélu en 1976. Réélu en 1978. Réélu en 1980. Réélu en 1982. Réélu en 1984. Réélu en 1986. Réélu en 1988. Réélu en 1990. Réélu en 1992. Réélu en 1994. Réélu en 1996. Réélu en 1998. Réélu en 2000. Réélu en 2002. Réélu en 2004. Réélu en 2006. Réélu en 2008. Réélu en 2010. Redécoupage vers le 5e district. |                                                 |
| Mike Capuano                    | Démocrate             | 3 janvier 2013 - 3 janvier 2019     | 113e - 115e | Redécoupage depuis le 8e district. Réélu en 2014. Réélu en 2016. perd sa renomination. | 2013–2023                                       |
| Ayanna Pressley                 | Démocrate             | 3 janvier 2019 - Présent            | 116e - 118e | Élue en 2018. Réélue en 2020. Réélue en 2022. | 2013–2023                                       |
| Ayanna Pressley                 | Démocrate             | 3 janvier 2019 - Présent            | 116e - 118e | Élue en 2018. Réélue en 2020. Réélue en 2022. | 2023–Présent                                    |

## Résultats des récentes élections
Voici les résultats des dix précédents cycles électoraux dans le district.

### 2004
| Élection de 2004 du 7e district congressionnel du Massachusetts | Élection de 2004 du 7e district congressionnel du Massachusetts | Élection de 2004 du 7e district congressionnel du Massachusetts | Élection de 2004 du 7e district congressionnel du Massachusetts | Élection de 2004 du 7e district congressionnel du Massachusetts |
| --------------------------------------------------------------- | --------------------------------------------------------------- | --------------------------------------------------------------- | --------------------------------------------------------------- | --------------------------------------------------------------- |
| Parti                                                           | Parti                                                           | Candidat                                                        | Votes                                                           | %                                                               |
|                                                                 | Démocrate                                                       | Ed Markey (sortant)                                             | 202 399                                                         | 73,6                                                            |
|                                                                 | Républicain                                                     | Kenneth G. Chase                                                | 60 334                                                          | 21,9                                                            |
|                                                                 | Indépendant                                                     | James O. Hall                                                   | 12 139                                                          | 4,4                                                             |
|                                                                 | Autres                                                          | Autres                                                          | 227                                                             | 0,1                                                             |
|                                                                 | Votes Blancs                                                    | Votes Blancs                                                    | 17 088                                                          | /                                                               |
| Total des votes                                                 | Total des votes                                                 | Total des votes                                                 | 292 187                                                         | 100 %                                                           |
|                                                                 | Les Démocrates conservent                                       |                                                                 |                                                                 |                                                                 |

### 2006
| Élection de 2006 du 7e district congressionnel du Massachusetts | Élection de 2006 du 7e district congressionnel du Massachusetts | Élection de 2006 du 7e district congressionnel du Massachusetts | Élection de 2006 du 7e district congressionnel du Massachusetts | Élection de 2006 du 7e district congressionnel du Massachusetts |
| --------------------------------------------------------------- | --------------------------------------------------------------- | --------------------------------------------------------------- | --------------------------------------------------------------- | --------------------------------------------------------------- |
| Parti                                                           | Parti                                                           | Candidat                                                        | Votes                                                           | %                                                               |
|                                                                 | Démocrate                                                       | Ed Markey (sortant)                                             | 171 902                                                         | 98,3                                                            |
|                                                                 | Autres                                                          | Autres                                                          | 2 889                                                           | 1,7                                                             |
|                                                                 | Votes Blancs                                                    | Votes Blancs                                                    | 51 339                                                          | /                                                               |
| Total des votes                                                 | Total des votes                                                 | Total des votes                                                 | 226 130                                                         | 100 %                                                           |
|                                                                 | Les Démocrates conservent                                       |                                                                 |                                                                 |                                                                 |

### 2008
| Élection de 2008 du 7e district congressionnel du Massachusetts | Élection de 2008 du 7e district congressionnel du Massachusetts | Élection de 2008 du 7e district congressionnel du Massachusetts | Élection de 2008 du 7e district congressionnel du Massachusetts | Élection de 2008 du 7e district congressionnel du Massachusetts |
| --------------------------------------------------------------- | --------------------------------------------------------------- | --------------------------------------------------------------- | --------------------------------------------------------------- | --------------------------------------------------------------- |
| Parti                                                           | Parti                                                           | Candidat                                                        | Votes                                                           | %                                                               |
|                                                                 | Démocrate                                                       | Ed Markey (sortant)                                             | 212 304                                                         | 75,6                                                            |
|                                                                 | Républicain                                                     | John Cunningham                                                 | 67 978                                                          | 24,2                                                            |
|                                                                 | Autres                                                          | Autres                                                          | 400                                                             | 0,1                                                             |
|                                                                 | Votes Blancs                                                    | Votes Blancs                                                    | 20 528                                                          | /                                                               |
| Total des votes                                                 | Total des votes                                                 | Total des votes                                                 | 301 210                                                         | 100 %                                                           |
|                                                                 | Les Démocrates conservent                                       |                                                                 |                                                                 |                                                                 |

### 2010
| Élection de 2010 du 7e district congressionnel du Massachusetts | Élection de 2010 du 7e district congressionnel du Massachusetts | Élection de 2010 du 7e district congressionnel du Massachusetts | Élection de 2010 du 7e district congressionnel du Massachusetts | Élection de 2010 du 7e district congressionnel du Massachusetts |
| --------------------------------------------------------------- | --------------------------------------------------------------- | --------------------------------------------------------------- | --------------------------------------------------------------- | --------------------------------------------------------------- |
| Parti                                                           | Parti                                                           | Candidat                                                        | Votes                                                           | %                                                               |
|                                                                 | Démocrate                                                       | Ed Markey (sortant)                                             | 145 696                                                         | 66,4                                                            |
|                                                                 | Républicain                                                     | Gerry Dembrowski                                                | 73 467                                                          | 33,5                                                            |
|                                                                 | Autres                                                          | Autres                                                          | 194                                                             | 0,1                                                             |
|                                                                 | Votes Blancs                                                    | Votes Blancs                                                    | 9073                                                            | /                                                               |
| Total des votes                                                 | Total des votes                                                 | Total des votes                                                 | 228 430                                                         | 100 %                                                           |
|                                                                 | Les Démocrates conservent                                       |                                                                 |                                                                 |                                                                 |

### 2012
| Élection de 2012 du 7e district congressionnel du Massachusetts | Élection de 2012 du 7e district congressionnel du Massachusetts | Élection de 2012 du 7e district congressionnel du Massachusetts | Élection de 2012 du 7e district congressionnel du Massachusetts | Élection de 2012 du 7e district congressionnel du Massachusetts |
| --------------------------------------------------------------- | --------------------------------------------------------------- | --------------------------------------------------------------- | --------------------------------------------------------------- | --------------------------------------------------------------- |
| Parti                                                           | Parti                                                           | Candidat                                                        | Votes                                                           | %                                                               |
|                                                                 | Démocrate                                                       | Mike Capuano                                                    | 210 794                                                         | 83,4                                                            |
|                                                                 | Indépendant                                                     | Karla Romero                                                    | 41 199                                                          | 16,3                                                            |
|                                                                 | Autres                                                          | Autres                                                          | 843                                                             | 0,3                                                             |
|                                                                 | Votes Blancs                                                    | Votes Blancs                                                    | 32 298                                                          | /                                                               |
| Total des votes                                                 | Total des votes                                                 | Total des votes                                                 | 285 134                                                         | 100 %                                                           |
|                                                                 | Les Démocrates conservent                                       |                                                                 |                                                                 |                                                                 |

### 2014
| Élection de 2014 du 7e district congressionnel du Massachusetts | Élection de 2014 du 7e district congressionnel du Massachusetts | Élection de 2014 du 7e district congressionnel du Massachusetts | Élection de 2014 du 7e district congressionnel du Massachusetts | Élection de 2014 du 7e district congressionnel du Massachusetts |
| --------------------------------------------------------------- | --------------------------------------------------------------- | --------------------------------------------------------------- | --------------------------------------------------------------- | --------------------------------------------------------------- |
| Parti                                                           | Parti                                                           | Candidat                                                        | Votes                                                           | %                                                               |
|                                                                 | Démocrate                                                       | Mike Capuano (sortant)                                          | 142 133                                                         | 98,3                                                            |
|                                                                 | Write-In                                                        | Write-In                                                        | 2 413                                                           | 1,7                                                             |
| Total des votes                                                 | Total des votes                                                 | Total des votes                                                 | 144 546                                                         | 100 %                                                           |
|                                                                 | Les Démocrates conservent                                       |                                                                 |                                                                 |                                                                 |

### 2016
| Élection de 2016 du 7e district congressionnel du Massachusetts | Élection de 2016 du 7e district congressionnel du Massachusetts | Élection de 2016 du 7e district congressionnel du Massachusetts | Élection de 2016 du 7e district congressionnel du Massachusetts | Élection de 2016 du 7e district congressionnel du Massachusetts |
| --------------------------------------------------------------- | --------------------------------------------------------------- | --------------------------------------------------------------- | --------------------------------------------------------------- | --------------------------------------------------------------- |
| Parti                                                           | Parti                                                           | Candidat                                                        | Votes                                                           | %                                                               |
|                                                                 | Démocrate                                                       | Mike Capuano (sortant)                                          | 253 354                                                         | 98,6                                                            |
|                                                                 | Write-In                                                        | Write-In                                                        | 3 557                                                           | 1,4                                                             |
| Total des votes                                                 | Total des votes                                                 | Total des votes                                                 | 256 911                                                         | 100 %                                                           |
|                                                                 | Les Démocrates conservent                                       |                                                                 |                                                                 |                                                                 |

### 2018
| Élection de 2018 du 7e district congressionnel du Massachusetts | Élection de 2018 du 7e district congressionnel du Massachusetts | Élection de 2018 du 7e district congressionnel du Massachusetts | Élection de 2018 du 7e district congressionnel du Massachusetts | Élection de 2018 du 7e district congressionnel du Massachusetts |
| --------------------------------------------------------------- | --------------------------------------------------------------- | --------------------------------------------------------------- | --------------------------------------------------------------- | --------------------------------------------------------------- |
| Parti                                                           | Parti                                                           | Candidat                                                        | Votes                                                           | %                                                               |
|                                                                 | Démocrate                                                       | Ayanna Pressley                                                 | 216 557                                                         | 98,2                                                            |
|                                                                 | Write-In                                                        | Write-In                                                        | 3 852                                                           | 1,8                                                             |
| Total des votes                                                 | Total des votes                                                 | Total des votes                                                 | 220 409                                                         | 100 %                                                           |
|                                                                 | Les Démocrates conservent                                       |                                                                 |                                                                 |                                                                 |

### 2020
| Élection de 2020 du 7e district congressionnel du Massachusetts | Élection de 2020 du 7e district congressionnel du Massachusetts | Élection de 2020 du 7e district congressionnel du Massachusetts | Élection de 2020 du 7e district congressionnel du Massachusetts | Élection de 2020 du 7e district congressionnel du Massachusetts |
| --------------------------------------------------------------- | --------------------------------------------------------------- | --------------------------------------------------------------- | --------------------------------------------------------------- | --------------------------------------------------------------- |
| Parti                                                           | Parti                                                           | Candidat                                                        | Votes                                                           | %                                                               |
|                                                                 | Démocrate                                                       | Ayanna Pressley (sortante)                                      | 267 362                                                         | 86,6                                                            |
|                                                                 | Indépendant                                                     | Roy A. Owens Sr.                                                | 38 675                                                          | 12,5                                                            |
|                                                                 | Write-In                                                        | Write-In                                                        | 2 613                                                           | 0,9                                                             |
| Total des votes                                                 | Total des votes                                                 | Total des votes                                                 | 308 650                                                         | 100 %                                                           |
|                                                                 | Les Démocrates conservent                                       |                                                                 |                                                                 |                                                                 |

### 2022
| Primaire Démocrate de 2022 du 7e district congressionnel du Massachusetts | Primaire Démocrate de 2022 du 7e district congressionnel du Massachusetts | Primaire Démocrate de 2022 du 7e district congressionnel du Massachusetts | Primaire Démocrate de 2022 du 7e district congressionnel du Massachusetts | Primaire Démocrate de 2022 du 7e district congressionnel du Massachusetts |
| ------------------------------------------------------------------------- | ------------------------------------------------------------------------- | ------------------------------------------------------------------------- | ------------------------------------------------------------------------- | ------------------------------------------------------------------------- |
| Parti                                                                     | Parti                                                                     | Candidat                                                                  | Votes                                                                     | %                                                                         |
|                                                                           | Démocrate                                                                 | Ayanna Pressley (sortante)                                                | 69 227                                                                    | 98,7                                                                      |
|                                                                           | Write-In                                                                  | Write-In                                                                  | 893                                                                       | 1,3                                                                       |

| Primaire Républicaine de 2022 du 7e district congressionnel du Massachusetts | Primaire Républicaine de 2022 du 7e district congressionnel du Massachusetts | Primaire Républicaine de 2022 du 7e district congressionnel du Massachusetts | Primaire Républicaine de 2022 du 7e district congressionnel du Massachusetts | Primaire Républicaine de 2022 du 7e district congressionnel du Massachusetts |
| ---------------------------------------------------------------------------- | ---------------------------------------------------------------------------- | ---------------------------------------------------------------------------- | ---------------------------------------------------------------------------- | ---------------------------------------------------------------------------- |
| Parti                                                                        | Parti                                                                        | Candidat                                                                     | Votes                                                                        | %                                                                            |
|                                                                              | Républicain                                                                  | Donnie Palmer                                                                | 4 657                                                                        | 97,6                                                                         |
|                                                                              | Write-In                                                                     | Write-In                                                                     | 114                                                                          | 2,4                                                                          |

| Élection de 2022 du 7e district congressionnel du Massachusetts | Élection de 2022 du 7e district congressionnel du Massachusetts | Élection de 2022 du 7e district congressionnel du Massachusetts | Élection de 2022 du 7e district congressionnel du Massachusetts | Élection de 2022 du 7e district congressionnel du Massachusetts |
| --------------------------------------------------------------- | --------------------------------------------------------------- | --------------------------------------------------------------- | --------------------------------------------------------------- | --------------------------------------------------------------- |
| Parti                                                           | Parti                                                           | Candidat                                                        | Votes                                                           | %                                                               |
|                                                                 | Démocrate                                                       | Ayanna Pressley (sortante)                                      | 151 825                                                         | 84,6                                                            |
|                                                                 | Républicain                                                     | Donnie Palmer                                                   | 27 129                                                          | 15,1                                                            |
|                                                                 | Write-In                                                        | Write-In                                                        | 557                                                             | 0,3                                                             |
| Total des votes                                                 | Total des votes                                                 | Total des votes                                                 | 179 511                                                         | 100 %                                                           |
|                                                                 | Les Démocrates conservent                                       |                                                                 |                                                                 |                                                                 |

### 2024
| Primaire Démocrate de 2024 du 7e district congressionnel du Massachusetts | Primaire Démocrate de 2024 du 7e district congressionnel du Massachusetts | Primaire Démocrate de 2024 du 7e district congressionnel du Massachusetts | Primaire Démocrate de 2024 du 7e district congressionnel du Massachusetts | Primaire Démocrate de 2024 du 7e district congressionnel du Massachusetts |
| ------------------------------------------------------------------------- | ------------------------------------------------------------------------- | ------------------------------------------------------------------------- | ------------------------------------------------------------------------- | ------------------------------------------------------------------------- |
| Parti                                                                     | Parti                                                                     | Candidat                                                                  | Votes                                                                     | %                                                                         |
|                                                                           | Démocrate                                                                 | Ayanna Pressley (sortante)                                                | 57 172                                                                    | 98,2                                                                      |
|                                                                           | Write-In                                                                  | Write-In                                                                  | 1020                                                                      | 1,8                                                                       |

| Élection de 2024 du 7e district congressionnel du Massachusetts | Élection de 2024 du 7e district congressionnel du Massachusetts | Élection de 2024 du 7e district congressionnel du Massachusetts | Élection de 2024 du 7e district congressionnel du Massachusetts | Élection de 2024 du 7e district congressionnel du Massachusetts |
| --------------------------------------------------------------- | --------------------------------------------------------------- | --------------------------------------------------------------- | --------------------------------------------------------------- | --------------------------------------------------------------- |
| Parti                                                           | Parti                                                           | Candidat                                                        | Votes                                                           | %                                                               |
|                                                                 | Démocrate                                                       | Ayanna Pressley (sortante)                                      | 232 094                                                         | 97,1                                                            |
|                                                                 | Write-In                                                        | Write-In                                                        | 6907                                                            | 2,9                                                             |
| Total des votes                                                 | Total des votes                                                 | Total des votes                                                 | 239 001                                                         | 100 %                                                           |
|                                                                 | Les Démocrates conservent                                       |                                                                 |                                                                 |                                                                 |